# Лес Мучеников
Лес Му́чеников (ивр. יער הקדושים‎) (Ya’ar HaKdoshim) — рукотворный лес примерно в 20 километрах от Иерусалима. Расположен в Иудейских горах недалеко от ручья Кисалон восточнее шоссе № 38. Лес создан на средства Еврейского национального фонда.
Для создания мемориального леса было высажено 6 миллионов деревьев, символизирующих число жертв Холокоста. Его закладка началась в 1947 году ещё до провозглашения Государства Израиль.
На центральной лесной поляне в 1971 году был сооружён мемориал «Огненный свиток» работы скульптора Натана Рапопорта. Памятник в форме двух свитков Торы изображает сцены из Пятикнижия, связанные с историей еврейской диаспоры, Холокостом, возрождением Государства Израиль, его историей до Шестидневной войны.
Частью леса является мемориал Анны Франк, занимающий около 2000 м2. Художником создан памятник из ржавой стали, символизирующий комнату, в которой скрывалась Анна Франк.
В 1994 году тут же были высажены 1000 деревьев и создан так называемый Катынский лесок — в память о польских офицерах еврейского происхождения, расстрелянных в Катыни, Медном, Харькове в 1940 году из лагерей в Козельске, Старобельске и Осташкове.
Лес мучеников является популярным туристическим объектом и местом отдыха израильтян.

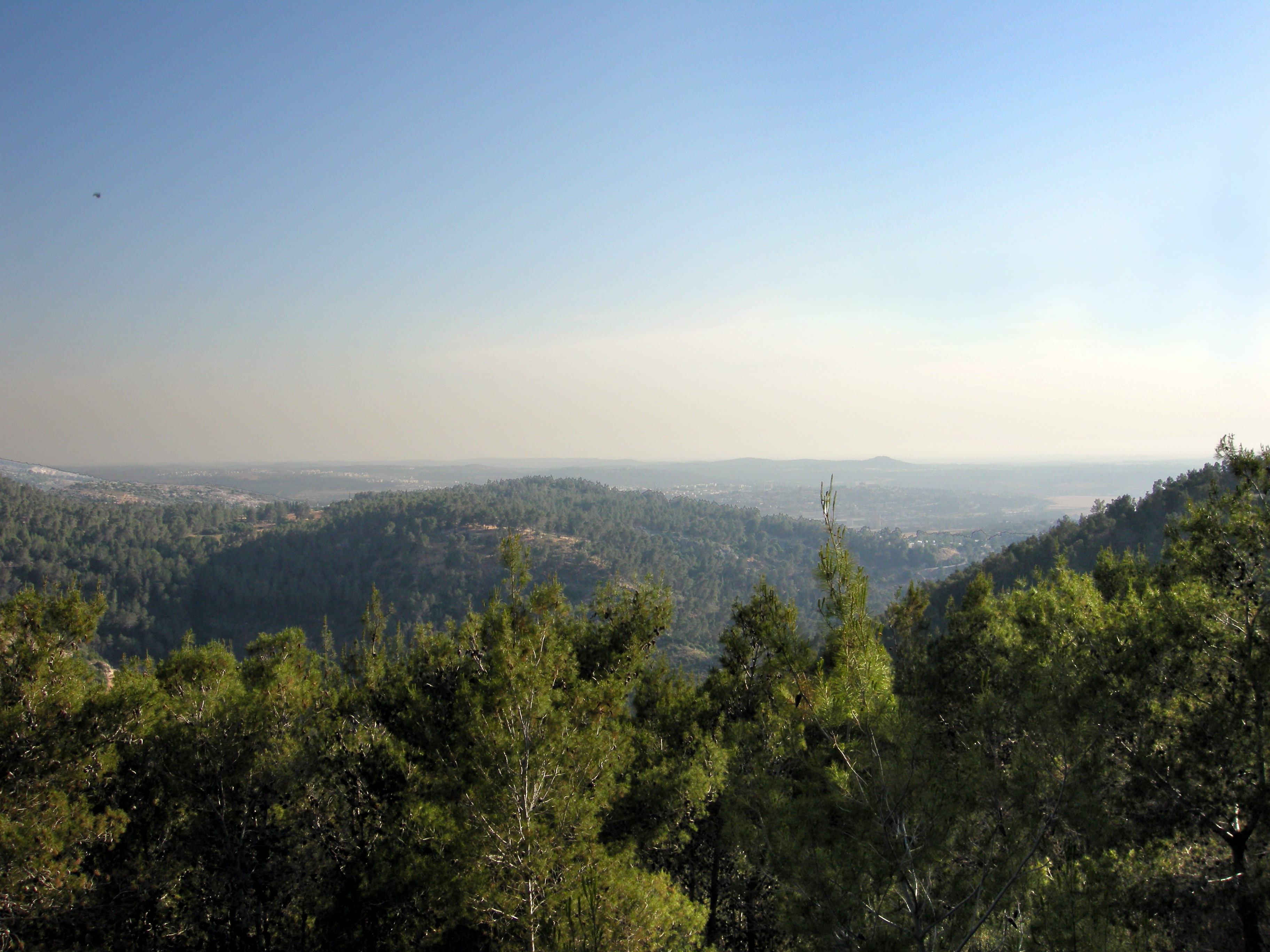
Лес Мучеников
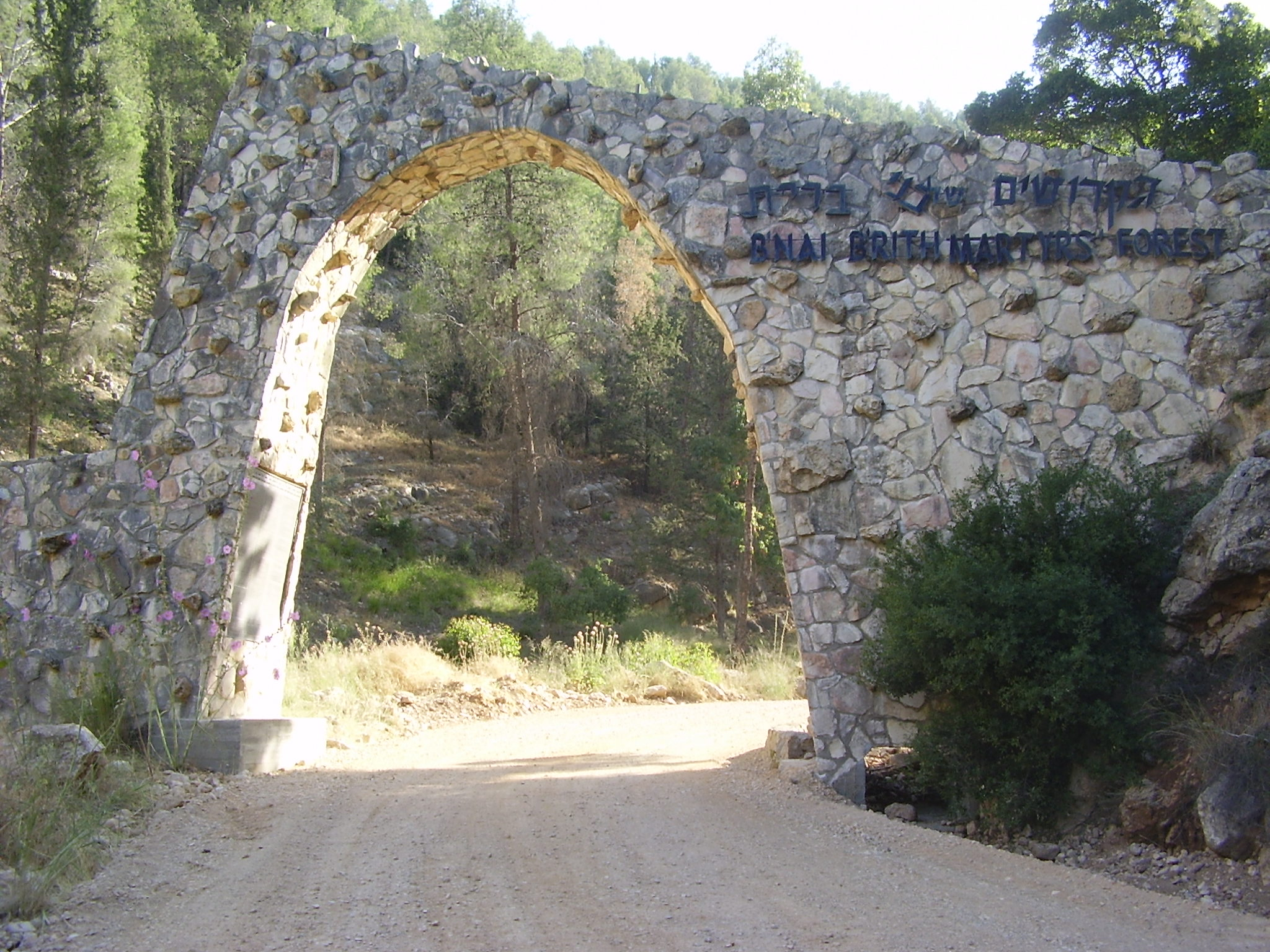
Вход в Лес Мучеников
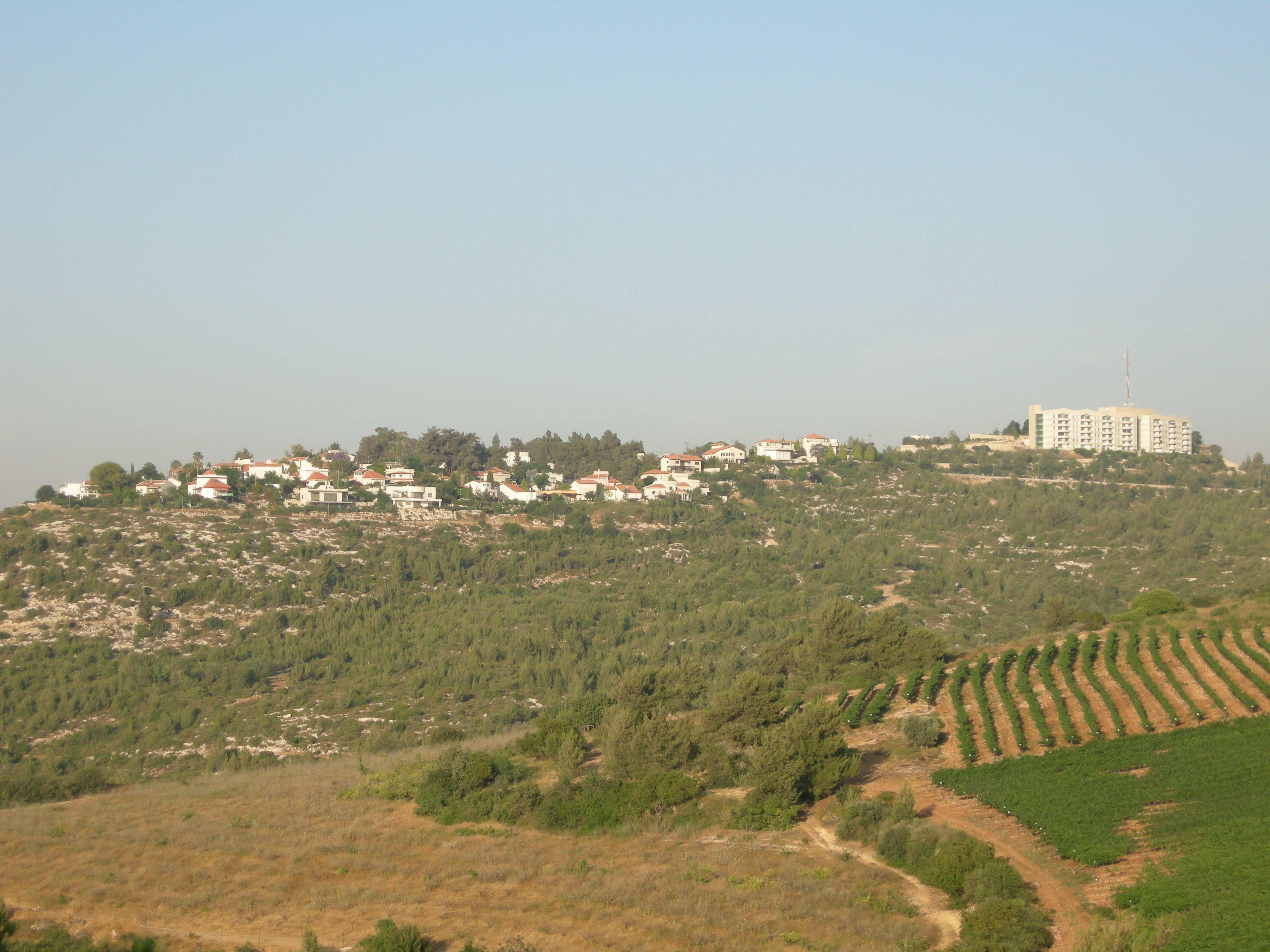